# 오천크스
오천크스(ゴテンクス,  Gotenks)는 토리야마 아키라의 만화 드래곤볼 및 그것을 원작으로 한 애니메이션 드래곤볼 Z, 드래곤볼 카이, 드래곤볼 슈퍼에 등장하는 가공의 캐릭터이다. 이 작품의 등장인물 손오천과 트랭크스 두 사람이 퓨전으로 융합된 모습이다.
애니메이션에서의 목소리는 손오천 역의 노자와 마사코와 트랭크스 역의 쿠사오 타케시가 2명 동시에 발성하는 것으로 표현된다.

## 인물상
겉모습은 작지만 근육질로 다른 퓨전 전사들과 마찬가지로 메타몰 성인의 민족의상을 입고 있다. 머리색은 중앙부가 손오천의 머리색 (검은색)이고 양쪽 머리가 트랭크스의 머리색 (보라색)이지만 머리 모양 자체는 어느 쪽과도 닮지 않은 거꾸로 선 형상이다. 성격은 손오천과 트랭크스의 나쁜부분만 드러난것 같고, 상당히 자신감이 극도로 많으며, 고압적인 태도에 컨디션이 좋다. 전투 능력은 역대 전사들 중에서도 상당한 강세이고 어린아이지만 고질적인 경험이 부족하며, 앞에서 서술한 성격이 원인이 되어 스스로 퓨전의 비밀에 대해 말하거나, 멋지게 이기는 것에 집착한 나머지 궁지에 빠지는 등 초전사로서의 약점도 많고 극장판을 포함해 거의 강적에게 승리하지 못하고 있다. 실제로 첫 번째 상태에서 마인 부우에 도전했다가 참패하고, 정신과 시간의 방에서도 곧바로 초사이어인 3으로 변신하지 않고 몸부림치다, 온갖 계책이 다한 것으로 착각한 피콜로에 의해 출입문을 파괴당하는 쓰라림을 당한다. 이상의 점을 근거로 피콜로와 크리링에게는 "똥꾸러기", "타카피",  "큰 태도는 고쳐지지 않았다"라고 한탄하고 있다.
초사이어인 3까지의 변신이 가능하지만 강도는 계왕신에게 잠재력을 해방시킨 손오반에는 미치지 못한다.또한, 초사이어인 3으로 변신해 있을 수 있는 것은 고작 5분 정도이다. 정신과 시간의 방에서의 수행시 트랭크스가 "퓨전까지 풀려 2명으로 돌아가 버린다"라고도 발언했지만, 마인 부우와의 싸움에서는 퓨전은 풀리지 않고 정상적인 상태로 돌아왔다.
이름의 유래는 손오천과 트랭크스를 합친 것이며, 작중 이름을 들었을 때 스스로 자칭하는 모습을 보인다. 처음 합체했을 때 피콜로가 "트랭크스"라고 부른다（그 직후, 미스터 포포가 "아니, 오천크스입니다."라고 지적한다.）오공과 베지터의 합체 변신과 달리, 실패시의 모습도 오천크스로 통일되어 있어트랭천이라고 불린 것은 한 번뿐이다.원래는 치치가 합체 후 이름이 없다고 부를 때 곤란할 것 같다는 이유로 오천크스와 함께 이름 후보로 꼽은 것이 최초다. 정작 "어느 쪽도 끝도 없는 이름"이다.

## 작중에서의 활약
파괴와 살육을 반복하는 마인 부우를 쓰러뜨리기 위해 오공의 가르침과 피콜로의 지도로 퓨전을 체득한 오천과 트렁크가 융합되면서 탄생했다.당초에는 융합할 때의 포즈의 오차로부터 비만체가 되거나 마른 몸이 되었지만, 3번째로 성공.자신의 강함에 자만하여 부우에게 도전한 결과 복수당했다. 이후 초사이어인 상태에서 퓨전을 펼치며 부우의 집 앞에서 도발하지만 시간이 다 돼 퓨전이 풀리고 두 사람은 도주했다.
천계에서 휴식을 취하던 중 사악한 인간의 손에 의해 모습을 바꾼 부우가 오천들이 있는 천계에 내습했다. 강적과 싸우는 것을 기다릴 수 없게 된 부우에게 싸울 것을 강요받지만 현재의 실력으로는 부우를 이길 수 없다고 판단한 빛골로는 오천과 트렁크스를 정신과 시간의 방에서 수업시키고 신전 안을 돌아다니며 시간을 번다. 정신과 시간의 방에서 수업한 두 사람은 대폭적인 파워를 올리고 고텐크스는 초싸이어인 3으로의 변신(트렁크스는 울트라 초싸이어인이라고 호칭)이 가능하지만 부우전에서는 자신의 전법으로 장난삼아 싸웠기 때문에 승부는 열세다.마음을 소모했다고 발언한 고텐크스에서 승기가 없다고 본 피콜로는 방 출입구를 파괴하지만 고텐크스의 발언이 거짓으로 드러나자마자 말다툼을 벌인다.좋아하는 과자가 없는 세계를 거부한 부우는 큰 소리로 차원에 구멍을 뚫고 탈출. 고텐크스도 초싸이어인 3으로 변신해 외계로 탈출한다. 초사이어인 3이 된 고텐크스는 강렬한 전투력으로, 나중에 오공도 이길 수 없다는 부우를 상대로 우세하게 배틀을 밀고 나가며, 토도메를 찌르는 순간까지 가는데 거기서 에너지가 없어지고 통상 형태로 돌아가 변신도 풀린다.
속수무책으로 포기하고 있었는데 세 사람 앞에 오반이 달려든다. 노계왕신에 의해 잠재력을 해방한 오반에 압도당해 부우는 일시적으로 사라지지만, 한 시간 후 모습을 드러내 오천과 트렁크에 합체하도록 도발한다. 그러나 모든 것은 부우의 함정이며, 다시 퓨전해 초사이어인 3이 된 고텐크스는 피콜로와 함께 흡수된다.
원작에서는, 이후의 등장은 없었지만, 애니메이션 「Z」에서는 오공과 베지터가 부우의 체내에 스며들었을 때, 부우의 기억으로부터 만들어진 가짜가 베지터와 교전했다.부우가 쓰러지고 평화로워진 후에는 오천과 트렁크스가 오공과 드럼통 목욕탕에서 장난을 칠 때 오공에 대항하기 위해 고텐크스가 되지만 초사이아인화된 오공에 역전당했다.

## 드래곤볼 슈퍼에서의 등장
파괴신 빌스의 폭주를 막기 위해 합세해 도전하지만 가볍게 맞고 쐐기 연타와 데코핀에 의해 벽을 들이받고 패배한다. 만화판에서는 초사이어인 3으로 변신했다.
부활한 프리자가 지구에 왔을 때 초고텐크스가 된 상태에서 다깨 사타구니를 향해 박치기를 하고 난입해 프리자군을 상대하려던 곳에서 합체가 풀린다.
제67우주파괴신 선발 격투경기에는 퓨전이 룰 위반 때문에 출전하지 못했다.
그 후에는 포토후 별에서, 베지터의 힘을 도입한 초인수에 의해 태어난 복제 베지터와 싸우지만, 초사이어인 3의 공격이 전혀 통용되지 않고, 패배해 분리되었다.

## 극장판에서의 등장
극장판 제15작째 『드래곤볼Z 부활의 퓨전!! 오공과 베지터』에서 첫 등장한다. 저승 고지타의 기운을 느낀 오천과 트렁크도 퓨전을 결행.슈퍼고스트 카미카제 아타케오 바케모아 100인으로 독재자 군단을 궤멸시킨다.
극장판 제16편 「드래곤볼Z 용권 폭발! 오공이 안하면 누가 해」에서는, 힐데건과의 투쟁 속에서 초사이어인 3의 모습으로 등장한다. 힐데간을 침묵시키지만 변신한 힐데간에게 패한다.또한 이때 지면에 격돌했을 때 원래의 두 사람으로 되돌아가는 묘사가 있다.
극장판 18편 드래곤볼Z신과 신에서는 파괴신 빌스의 폭주를 막기 위해 합체해 초사이아인 상태로 도전하지만 가볍게 맞아 엉덩이를 맞고 사과하며 땅바닥에 떨어져 패배한다.
점프 슈퍼 애니메이션 투어 08 상영작 「드래곤 볼 오스! 돌아온 손오공과 동료들!」에서는 합체 아카와 싸운다.
'ONE PIECE'와 '트리코'의 콜라보레이션 스페셜인 '트리코 X ONE PIECE X 드래곤볼Z 초콜라보 스페셜!!'에서는 '천하한끼줍쇼' 레이스 도중 오천과 트렁크가 피로로 합체하는 것이 편할 것으로 생각하고 합체를 결행한다. 그 길을 함께하던 '원피스'의 초퍼가 퓨전에 감명해 '트리코'의 써니와 합체하려는 장면이 그려졌다.

## 오천크스의 기술
빨리 해치울 거야! / 빅토리 플래시
마인 부우에게 사용한 연속 공격. 상대에게 연속 펀치를 먹이고, 걷어차고 마지막에 에너지탄을 쏜다.
다채로운 기술의 여러 가지 / 슈퍼필살기 풀코스
마인 부우에 사용한 다채로운 연속기.모든 공격에 과장된 이름이 붙어 있다. 이밖에 다양한 기술의 이름을 외치며 공격하고 있으나 묘사되지 않아 기술 내용은 불분명하다.
다이너마이트 킥
날차기. 미스터 사탄 것과는 폼이 다르다.
다이너마이트 킥 부메랑
애니메이션 오리지널 기술. 맞으면 폭발하는 날차기.
멧돼지 어택
박치기. 다만 그 모습은 진짜 멧돼지를 방불케 한다.
롤링샌더펀치
팔을 휘두르는 펀치
대회전 킥
애니메이션 오리지널 기술이다. 공중에서 회전하면서 킥.
파워 태클
펀치와 킥을 섞은 다채로운 연속기 중 하나로서 발한 이름이다. 애니메이션에서는 왼쪽 어깨로부터의 숄더 태클이다.
미라클 슈퍼펀치
위와 같이 다채로운 연속기 중 하나이다. 애니메이션에서는 오른팔을 크게 돌린 스트레이트. PlayStation 4, Xbox One 소프트 「드래곤볼 파이터스」에서는 전진하면서 연속 펀치이다.
그레이트 킥 스페셜
위와 같이 다채로운 연속기 중 하나이다. 애니메이션에서는 상대의 후방에서의 양발차기.
울트라 미사일 파르페
위와 같이 다채로운 연속기 중 하나.닌텐도 DS 소프트 「점프 얼티밋 스타즈」에서는 펀치의 연타이다.
갤럭티카 도넛
손가락 끝으로 고리를 그려 링 모양의 기를 만들어낸 후 상대를 향해 방출하고 조인다. 마인 부우에게는 통하지 않고, 힘으로 찢어졌다.마인 부우 자신도 고텐크스 흡수 후에 오반에 대해 비슷한 기술을 사용하고 있다.
연속 슈퍼 도넛
초사이어인 3 상태로 발동.손가락과 손가락을 합쳐 고리 모양을 만들고 거기서부터 '갤럭시카 도넛'을 연사해 상대를 완전히 가두는 기술.원작에서는 기술을 발하기 전에 팔을 쳐들어, 닫거나 잡는 등 독특한 자세나 포즈를 하고 있어, 그 모션의 길이를 피콜로에게 주의를 받았다.마인 부우를 이 기술로 가두고 후술하는 격돌 울트라 부우부우 배구로 이행하고 있었다.
슈퍼 고스트 카미카제 어택
자신의 모습을 본뜬 새하얀 기덩어리 「오바케(목소리-사카구치 다이스케, 누마타 유스케)」를 입에서 내뱉어 적을 향해 날리는 기술. 오바케는 의사를 갖고 있어 상대를 어디까지나 추적할 수 있고 무언가에 접촉하면 주위를 휘감아 대폭발을 일으킨다.기술로는 코믹하지만 위력은 매우 높았고 마인 부우에게도 피해를 주는 데 성공했다. 극장판에서는 묶어 100명까지 냈다.
애니메이션판에서는 초사이어인시 이외에도 사용하고 머리 모양 등도 특이했다.또 고텐크스가 파워다운돼 정상 형태로 돌아왔을 때도 사용했지만, 마인 부우의 세기에 겁을 먹고 모두 날아가 폭발했다.
나중에 고텐크스를 흡수한 마인 부우가 베짓토에게 이 기술을 사용하지만 멀리서 에너지탄을 부딪치기만 하면 대처할 수 있다고 간파당해 아이가 생각한 기술이라고 조롱받는다.
슈퍼 고스트 카미카제 아탁오바케 묶음 10인 피니쉬
슈퍼 고스트 카미카제 어택의 강화 버전.오바케를 10명 내고 연속으로 상대에게 공격을 가한다.마인 부우전에서는 오바케 중 2명이 무심코 손을 잡고 폭발하는 바람에 8명으로 공격했다.
벌룬 플래시 봄버
애니메이션 오리지널 기술슈퍼고스트 카미카제 어택으로 만들어낸 오바케들의 공격력, 파괴력을 더한 기술.
차원에 구멍을 뚫다 / 바이스샤우트
소리를 질러 차원을 왜곡시켜 구멍을 뚫는다.정신과 시간의 방에서 탈출할 때 사용한다.
브레인 크래시 해머
애니메이션 오리지널 기술손에서 방출된 기를 방사선 모양으로 날려 상대의 몸을 가른다.초사이어인3 상태로 사용한다.
피니쉬 플래시
애니메이션 오리지널 기술양손에서 대량의 기를 방출하여 상대의 몸을 태운다. 브레인 크래시 해머로 두 동강 난 마인 부우에 대해 사용한다.
격돌 울트라 부우 부우 부우 배구 / 격돌 울트라 배구
위의 연속 슈퍼도넛에서 공 모양으로 만든 적을 기술명대로 배구공으로 다룬 뒤 스파이크 요령으로 전력으로 때려 손상을 입힌다. 상대는 거대 운석이 떨어질 듯 땅바닥을 들이받고 그 충격으로 거대한 크레이터가 형성될 정도이다. 마인 부우와의 싸움에서 사용했지만, 협력을 하게 된 피콜로는 "나는 안 하길 잘한 것 아닌가…"라며 후회하고 있었다.
게임에서의 등장 빈도는 「슈퍼 고스트 카미카제 어택」보다 낮고, 초사이어인 3의 전용기가 되고 있다.또 게임에 따라서는 일련의 동작을 고텐크스만으로 하는 것도 있다.드래곤볼 레전즈에서는 팀에 다른 캐릭터가 있을 때 그 캐릭터가 협력한다.
연쇄 죽어라 죽어라 미사일
오로지 기공파를 연사하는 기술. 진심으로 내놓으면 지구를 날려버릴 정도의 위력이 있다. 극장판 제16작 「드래곤볼Z 용권 폭발! 오공이 안 하면 누가 해」에서는 변신전의 힐데간을 정지시켰다.
입에서 기공파 / 빅토리 캐논 / 입에서 빔 / 갑자기 일어난 빔 / 리벤지 샤우트
마인 부우에게 대항하여 날린 입안의 기공파. 작품에 따라서는 이 명칭이면서도 오천의 거북이 물결이나 트렁크 기합포 모션이 되기도 한다. 닌텐도 DS 소프트 「점프 슈퍼 스타즈」에서는, 「Dr. 슬럼프」의 법칙권 아라레, 갓과 동시에 쏘는 「짱구는 포」가 있다.
카메하메하
초사이어인 3으로 변신했을 때 마인 부우에게 피니쉬에 사용하려고 하지만 자세를 취했을 때 파워 다운되어 통상 형태로 돌아왔기 때문에 불발된다.。
늑대 이빨 바람개비
얌차의 기술. 2008년의 애니메이션 투어 작품 「옥수! 돌아온 손오공과 동료들!」에서 사용.토리야마가 감수한 'V점프' 만화판에서는 사용하지 않는다.。
배구권
천진 밥술. 낭아풍풍권과 함께 사용했다.이것도 'V점프' 만화판에서는 사용하지 않는다.。
미라클 펀치
『드래곤볼 초과』로 복제 베지터에 사용. 펀치의 연타.
미라클 킥
『초』로 복제 베지터에 사용. 킥의 연타.
그레이트 스페셜 롤링 킥
『초』로 복제 베지터에 사용.고속 회전하고 나서 킥을 날린다.
슈퍼 스페셜 크러쉬 해머
『초』로 복제 베지터에 사용.양팔을 상대의 머리에 내리치다.
피니시 스페셜 플래시 스트롱 봄버
『초』로 복제 베지터에 사용.복수의 에너지탄을 날리다.

## 컴퓨터 게임
게임에서의 첫 등장은 PlayStation 전용 소프트 「드래곤볼 Z Ultimate Battle 22」.27구의 캐릭터 중 한 명으로 등장.초사이어인 상태지만 필살기 때만 초사이어인 3으로도 변신한다.
플레이스테이션2 전용 소프트웨어 '드래곤볼 Z2' 이후의 게임 작품에서는 오천이나 트렁크 상태에서 퓨전함으로써 변신 가능한 작품도 늘어났다.
게임보이 어드밴스 전용 소프트 「드래곤볼Z 무공투극」의 IF스토리에서는, 원작과 마찬가지로 정신과 시간의 방에서 마인 부우와 교전하고 있었지만, 차원에 구멍을 내고 도주한 마인 부우를 쫓기 위해 자신도 시공의 구멍에 뛰어들어, 여러 가지 평행 세계를 떠돌아다니는 스토리가 전개된다. 다른 세계의 과거에서는 프리자, 셀을 쓰러뜨리고, 게다가 절망의 미래에서는 인조인간 17호, 인조인간 18호를 격파한다. 겨우 본래의 시공으로 돌아왔다고 생각되었지만, 실은 거기도 평행 세계에서 고텐크스와 마주치기 전의 마인 부우를 격파하고, 그 세계의 오천크스와 싸우게 된다. 그 후에는 어떻게든 본래의 세계로 돌아와 마인 부우를 완전히 소멸시켰다.퓨전에 따른 시간 제한에 대해서는 시공을 뛰어넘은 충격 때문인지 평행 세계에서는 영속적으로 고텐크스의 모습 그대로 싸우는 것이 가능했다.
드래곤볼 Z 닷컴 배틀에서는 할로윈 캠페인의 오리지널 스토리인 귀신DE몰라 대작전에서는 제6우주와의 격투경기나 힘의 대회에도 출전하지 못한 것을 후회하고 있으며 자신들이 대단한 것을 보여주기 위해 오공들에게 자신이 만든 귀신으로 쫄깃쫄깃한 곳에서 해치우는 작전을 생각하고 캡슐코퍼레이션에서 오공들이 식사모임을 하던 중에 그것을 실행하지만 전혀 효과가 없어 오공으로부터 너희 혼자서도 지구를 지킬 수 있을 만큼 강해진다면 내동댕이친다는 말을 듣고 피콜로는 퓨전에 의지해 싸우는 것 같지만, 자신이 만든 고스트로부터 '아직 수행이 부족하다'는 말을 듣고 언젠가 자신의 힘으로 초사이어인 블루나 이기심의 비법을 극진하게 보이겠다고 분발했다. 그러나 그때 마인 부우와의 싸움에서도 고스트끼리 해버린 고스트와의 접촉을 해버려 폭발에 휘말리게 되었다.
「드래곤볼 Z 카카롯」에서는 마인 부우편의 특정 장면에서만 사용 가능한 캐릭터로 등장하고, 마인 부우를 쓰러뜨린 후의 평화로운 세계에서, 너무 강해져서 싸울 상대가 없어졌기 때문에 「강하고 멋있는 사람이 있다」라고 호언장담하며 오공과 베지터를 호출해, 손맞추기로 반입하는 서브 스토리가 있다.이때 초싸이어인3로 변신해 변신을 몰랐던 베지터를 경악시키고 있다.결과적으로 부우타도 후의 오공과 베지터에는 당해내지 못했지만, 오공에는 순순히 강함을 인정받아 베지터도 내심 그 강함에 놀라고 있어, 추월당하지 않기 위해서도 한층 더 향상을 결의시켰다. 더욱이 서브스토리 "열심히 하는 꼬마 전사들"에서 오천과 트렁크 수행 성과로 두 사람의 기가 호각으로 높아짐에 따라 퓨전을 자유롭게 진행할 수 있게 된다.이후에는 서포트 어시스트의 사용에 의해 플레이어블로 다시 조작할 수 있다.

## 기타
마인 부우 편에 이어서 "주간 소년 점프"에서의 인기 투표에서는 제4위에 랭크되었다.
토리야마는 좋아하는 기술로 "격돌 울트라 부우부우 배구"와 "슈퍼 고스트 카미카제 공격"을 꼽고 있다. 전자는 어처구니없으며 재미있기 때문에 좋아하고, 후자는 기술이 처음 의사를 갖는 점이 특이해서 좋아한다고 말한다. 마찬가지로 마음에 드는 배틀 2위와 좋아하는 배틀 베스트 5의 4위로 "오천크스 대 마인부우"를 꼽고 있다.요즘 좀 놀고 그렸어요. 이상한 필살기를 생각하고 그려서 즐거웠습니다.「바보 같은 싸움을 좋아하고 이런 "소연함"을 그리고 있어 즐겁다"고 말했다.당시의 담당 편집자 다케다 후유몬도 편집부 내에서 이름을 보고 씩씩(낄낄)거리고 있었다는 일화도 있다.덧붙여 퓨전의 실패가 계속 되고 있는 동안, 같은 장면이 계속 된 것에 대해, 크리링이 작자에 대해 "아무리 좋지만, 아까부터 작자는 꽤 편하지 않나요? 아무리 생각해도 거의 카피라고 생각하는데."라고 돌직구를 넣었고, 구석에서 토리야마가 "저 편집장님, 여기 원고료 공짜면 됩니다. 정말로"라고 말하는 장면도 있다.
TV 애니메이션 '드래곤볼 GT'에서는 베이비와의 싸움에서 오천과 트렁크가 퓨전을 시도하려 하지만 오공에 의해 제지를 당했기 때문에 등장하지는 않았다. 아케이드 게임 '드래곤볼 히어로즈' 사악룡 미션에서는 '오천크스: 청년기'로 등장한다. 이곳은 트렁크가 성실한 성격이라 어린 시절만큼 오만함은 없고 윗사람인 오공이나 베지터에 대해 공손하게 말하고 있지만 오천이 더 건장한 성격이 되었기 때문에 자신감 과잉으로 금방 신이 나서 방심하는 점은 여전하다.

### 내용주
1. ↑  悟空とベジータの失敗時の姿は南の界王が勝手にベクウと命名した。本人はゴジータと名乗っており、北の界王は「出来損ないのゴジータ」と呼んでいた。
2. ↑  アニメでは魔人ブウに一度返り討ちにされた時にも、「トランテン」と呼ばれている。
3. ↑  原作では戦闘描写は描かれず、アニメで描かれた。
4. ↑  身勝手の極意については「勝手になんとか」と発言していた。
5. ↑  一応当初の目的である「悟空たちをびびらせること」はこのおかげでなんとか達成した。
6. ↑  Nintendo Switch版では先行収録。他機種ではアップデートで追加された。